# Reinbert de Leeuw

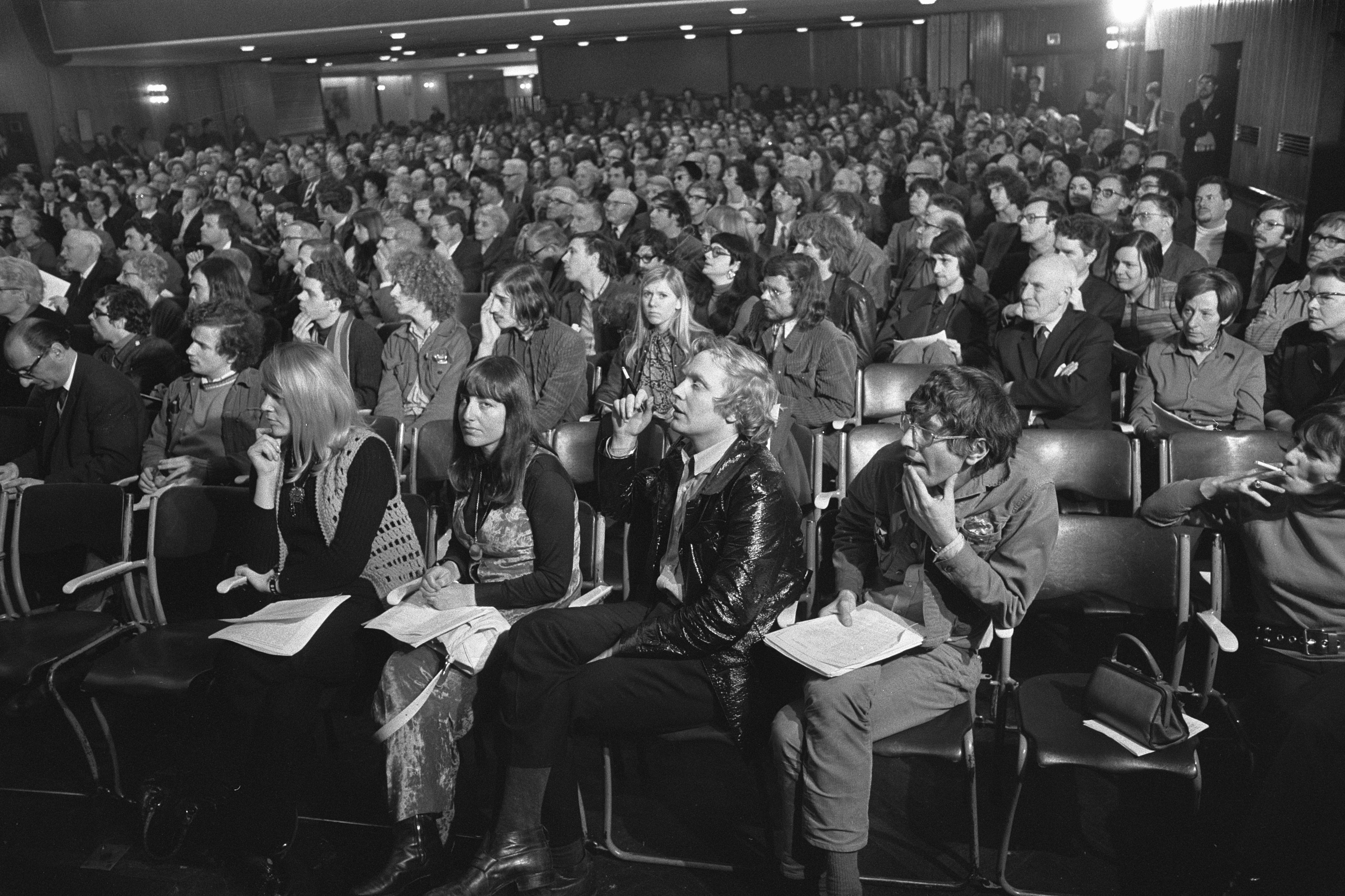
Discussie tussen Notenkrakers (onder anderen Peter Schat en Reinbert de Leeuw) en het Concertgebouworkest (Hotel Krasnapolsky, 22 april 1970)

Lambertus Reinier (Reinbert) de Leeuw (Amsterdam, 8 september 1938 – aldaar, 14 februari 2020) was een Nederlandse dirigent, pianist, componist, muziekpedagoog en hoogleraar.

## Levensloop

### Scholing
Zijn vader Cornelis Homme (Kees) de Leeuw (1905-1953) en moeder Adriana Judina (Dien) Aalbers (1908-1957) waren beiden psychiater. Vanaf zijn zevende kreeg hij pianolessen. Hij studeerde muziektheorie en piano bij Jaap Spaanderman aan het conservatorium van de Vereniging Het Muzieklyceum in Amsterdam en compositie bij Kees van Baaren aan het Koninklijk Conservatorium in Den Haag, waar hij al snel docent werd.

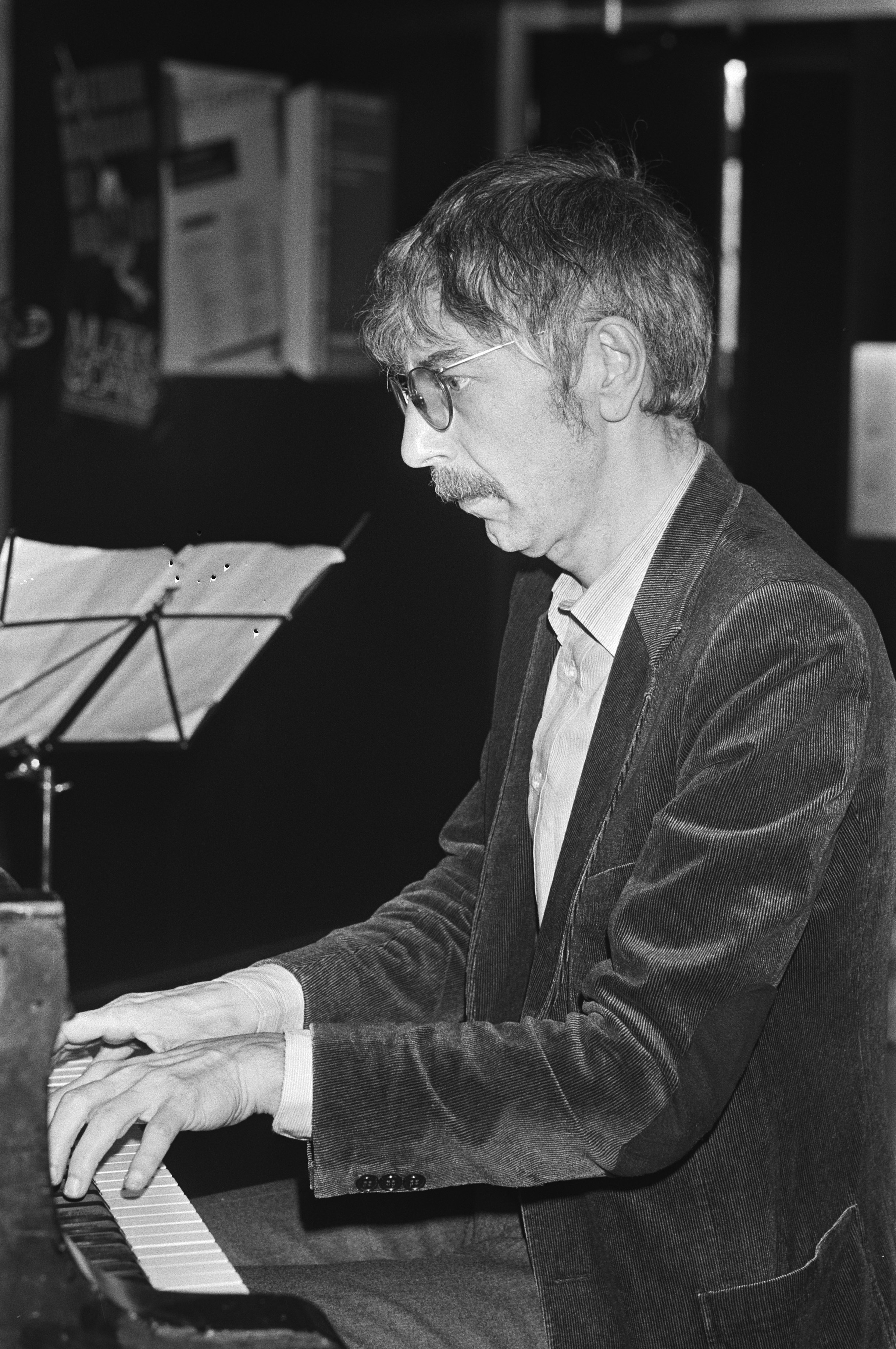
Reinbert de Leeuw in actie (1983)

### Latere carrière

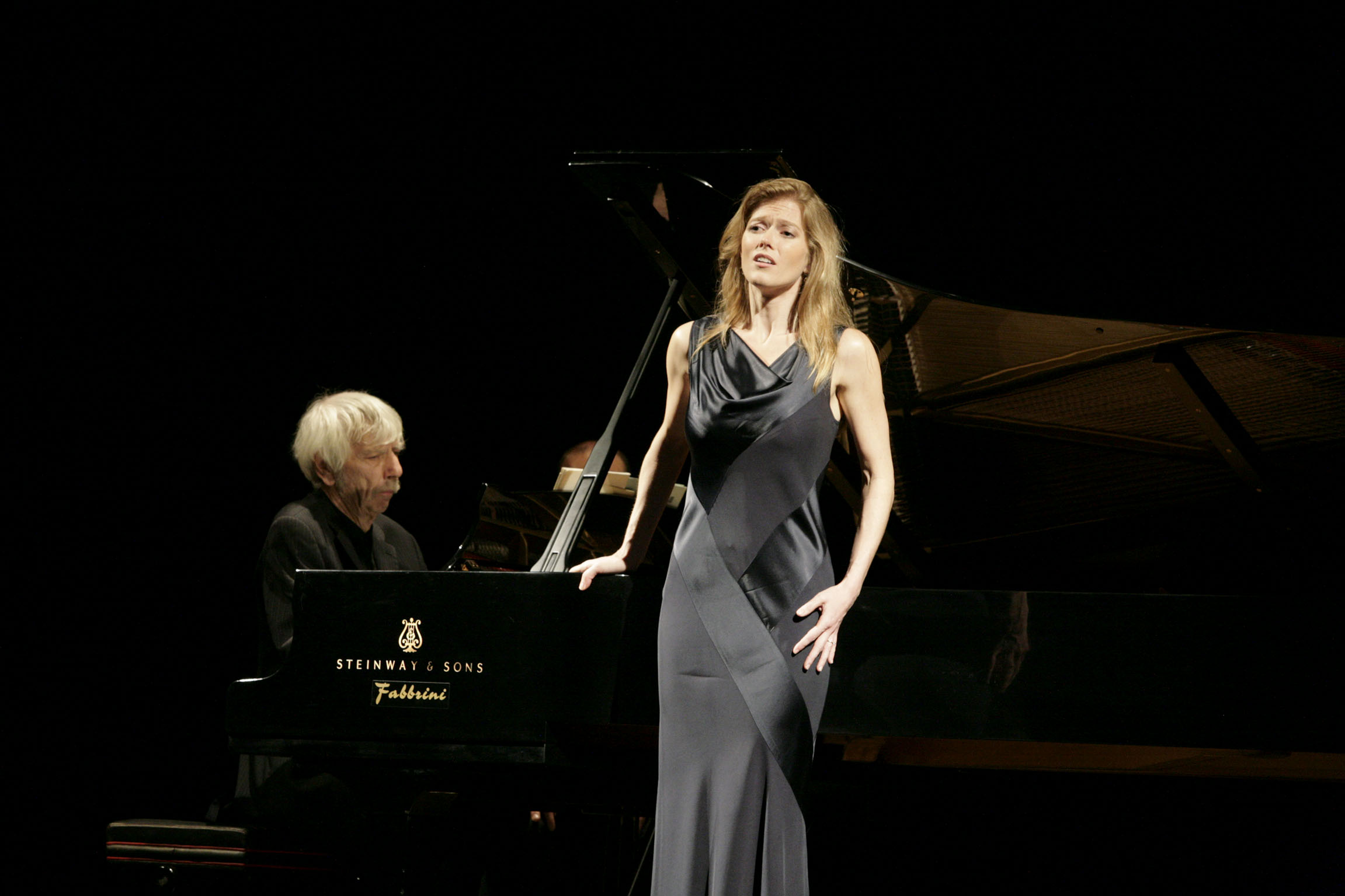
Reinbert de Leeuw begeleidt de sopraan Barbara Hannigan (2008)